# Phytoliriomyza jacarandae
Phytoliriomyza jacarandae (лат.) — вид двукрылых из семейства минирующих мух.

## Описание
Длина крыла 1,4-1,6 мм. Голова полностью жёлтая Лоб широкий, вдвое шире глаза. Высота глаза примерно в 2 раза больше высоты щёк. Среднеспинка с тремя ржаво-красноватыми полосами. Щиток и бочки груди жёлтые. Ноги в основном жёлтые. Калиптер и бахрома на нём беловато-жёлтые. Дискоидальная ячейка на крыльях маленькая. Дистифаллус эдеагуса загнут на дорсальную сторону. Эпандрий с рядом толстых шипов вдоль внутреннего края.

## Биология
Развивается на жакаранде из семейства бигониевые. Личинка на начальных этапах образует короткую линейную мину, которая затем превращается в неправильное пятно и в конце оно полностью заполняет одну листовую пластинку. Местами причиняет существенный хозяйственный ущерб. Окукливание происходит в почве. На стадии яйца паразитируют представители семейства мимариды, на стадии личинки — эвлофиды из родов Proacrias, Diglyphus, Zagrammosoma, Chrysonotomyia, Chrysocharis, на стадии куколки — птеромалиды (Halticoptera helioponi).

## Распространение
Родиной вида является Южная Америка, с кормовым растением вид широко распространился по всему миру. Известен из США (Калифорния), Европы (Италия, Португалия, Греция), Австралии, Новой Зеландии, Южной Африки.